# Christian Straßburger

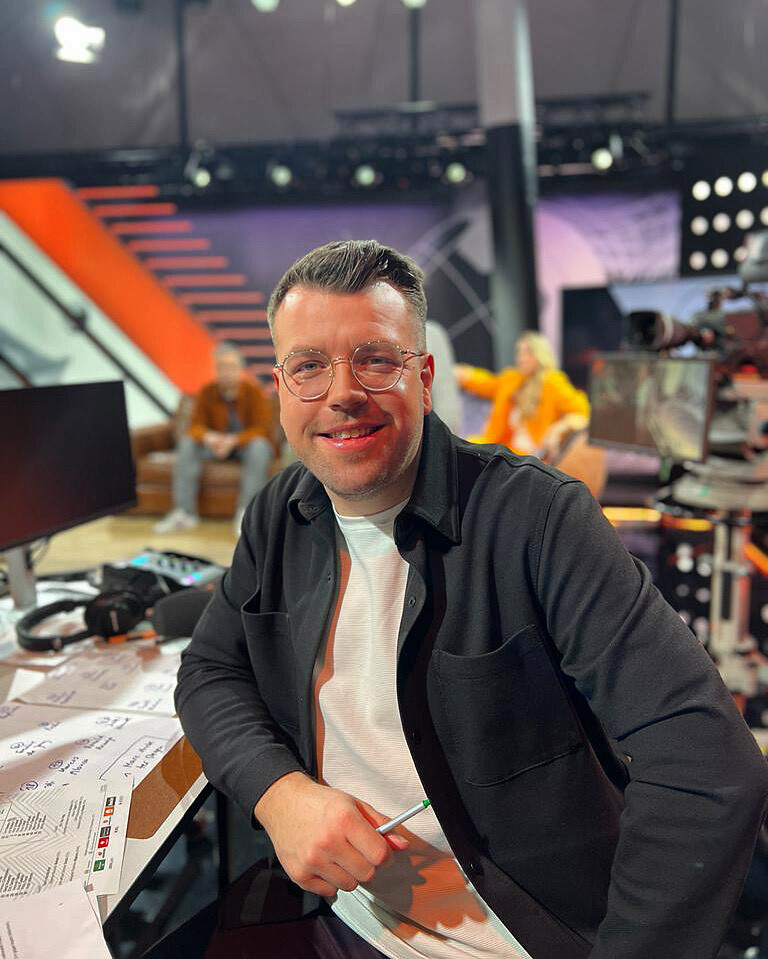
Christian Straßburger im TV-Studio

Christian Straßburger (* 1. Mai 1989 in Düsseldorf) ist ein deutscher Fußballkommentator und Sportjournalist. Er kommentiert regelmäßig Fußballspiele für Sky Sport, RTL und Magenta Sport.

## Werdegang
Christian Straßburger wuchs in Mönchengladbach auf. Er war in der Zeit von 2015 bis 2017 Stadionsprecher des Fußballklubs Rot-Weiß Oberhausen. Im Jahr 2018 wechselte er zu Borussia Mönchengladbach, wo er im weiteren Verlauf gemeinsam mit Sprecher-Kollege Torsten Knippertz das Fohlenradio moderierte. Außerdem fungierte er als Moderator zahlreicher Videoformate des Bundesligisten. Zum Start der Bundesliga-Saison 2017/2018 begann Straßburger damit, im FohlenRadio Spiele zu kommentieren.
Magenta Sport verpflichtete ihn zur Saison 2018/2019, wo er Spiele der Dritten Liga kommentierte, im weiteren Verlauf fester Bestandteil des Kommentatorenteams für WM- u. EM-Turniere wurde und u. a. ein Halbfinale der EM 2024 in Deutschland kommentierte. Zudem kommentiert Straßburger die Europa League bei RTL.
Am 21. Dezember 2024 kommentiere Straßburger sein erstes Bundesliga Spiel für Sky Sport. Zuvor kommentierte Straßburger bereits mehrere Spiele der zweiten Bundesliga, DFB-Pokal und Premier League für Sky. Straßburger kommentiert seit der Saison 2022/23 für Sky.
Am 21. September 2024 kommentierte Straßburger außerdem erstmals die Unterhaltungsshow TV total Turmspringen für den TV-Sender Prosieben.
Im Jahr 2023 wurde Straßburger für den Fußballspruch des Jahres der Deutschen Akademie für Fußball-Kultur nominiert. Anlässlich der Einblendung von FIFA-Präsident Gianni Infantino während der Übertragung eines von Straßburger kommentierten Spieles der WM 2022 in Katar sagte er: „Anders als im Zirkus sitzen die Clowns auf der Tribüne.“

## Podcast
Gemeinsam mit den Kollegen Thomas Wagner, Tobi Schäfer und Yannik Bakic nimmt Straßburger seit 2023 den Magenta-Podcast 4zu3 – der 3. Liga Podcast auf, in dem es um aktuelle Fußballthemen der besagten Liga geht.